# Лопес Марин, Хорхе
Хо́рхе Ло́пес Мари́н (исп. Jorge López Marín; род. 8 мая 1949, Гавана, Куба) — кубинский композитор дирижёр и педагог.

## Биография
Окончил Гаванскую консерваторию (ученик Хосе Ардеволя). В 1975 году окончил Киевскую консерваторию; ученик Льва Колодуба (композиция) и Александра Канерштейна (дирижирование), а так же в 1978 году аспирантуру при Московской консерватории у профессора Арама Хачатуряна. Главный дирижёр и художественный руководитель студенческого симфонического оркестра Института искусств в Гаване. С 1978 года преподаёт в нём композицию, инструментовку и дирижирование, а с 1979 года является заведующим кафедрой оркестрового дирижирования. Пишет музыку к кинофильмам.

## Сочинения
- 2 симфонии (1975, 1979)
- «Кубинская увертюра» для оркестра (1973)
- пьеса «Встреча с площадью Кафедрального собора» для оркестра / Encuentro con la plaza de la Catedral (1980)
- 2 концерта для фортепиано с оркестром
- концерт для флейты с оркестром (1974)
- концерт для трубы с оркестром (1977)
- концерт для альта со струнным оркестром  (1977)
- музыка для ансамбля «Нуэстро тьемпо» (1979)
- «Вариации в кубинских ритмах» для струнного квартета / Variaciones en ritmos cubanos (1974)